# Ana Brenes
Ana Brenes (Santa Coloma de Gramenet) és una cantant i compositora catalana.
Formada com a cantant i compositora a l'Escola Superior de Música de Catalunya (ESMUC), amb mentors com Chiqui de la Línea i Rafael Cañizares. Ha viscut la cultura i aficció per la cultura flamenca ja des de molt petita, gràcies tant pel seu pare, originari d'Utrera, com a la seva mare. De fet, ella mateixa comenta com ha cantat des de sempre i la seva mare guarda enregistracions d'ella amb tan sols tres anys on canta buleries. Ha combinat des de molt aviat els seus estudis amb feines de tot tipus, treballant a establiments com McDonald's, Starbucks, entre d'altres, i actuacions en diversos formats. Ella mateixa comenta com el haver de treballar l'ha feta aprendre molt i evolucionar com a persona, si bé ara ja es dedica en exclusiva al món musical.

## Trajectòria musical
Ana Brenes considera que les seves influències provenen, sobretot, dels artistes de l'Utrera natal del seu pare, grans artistes com la Fernanda y la Bernarda, Gaspara i, sobretot, Bambino. De tots ells ha heretat la visceralitat i el sentiment característics d'Utrera i també, d'Ana Brenes. Ana treballa amb pals clàssics, té un gran respecte per la tradició, però els dona un nou caràcter, hi incorpora la seva pròpia identitat.
Comença actuant en un conjunt de versions flamenques anomenat Son del Alma, esdevenint força populars en festes majors i teatres a la zona del Vallès. Actualment forma part d'un duo amb un jove londinenc, Jero Férec, a qui va conèixer estudiant al ESMUC. Ells dos ens parlen del seu amor pel flamenc alhora que exploren l'imaginari queer dins del món flamenc. Tant Jero com Ana consideren que, més enllà dels aspectes formals, entenen les seves cançons com una aportació en la línia del que ells mateixos són, del seu caràcter sincer. Tots dos innoven, però dins del marc dels codis tradicionals del flamenc. Així doncs, juguen amb acompanyaments molt tradicionals als que hi donen un gir, els harmonitzen o hi afegeixen acompanyaments que, fins ara, no s'havien utilitzat. En aquesta mateixa línia, tant Jero com Ana ens diuen cercar punts de vista diferents i les seves lletres parlen de l'amor no romàntic.
Així mateix, també té un trio amb el seu company d'estudis Toni Abellán i Miranda Alfonso, ballarina formada a l'Institut del Teatre i el Centro Andaluz de Danza de Sevilla (CAD). Amb ells exploren des del flamenc més tradicional fins a conceptes més avantguardistes, deixant-nos veure l'evolució els codis dins del gènere flamenc sense perdre, però, la seva essència.
Encara un tercer projecte d'aquesta prolífica cantaora es Laboratoria, quartet femení actiu a Barcelona, format per Ana Brenes, Aina Núñez, Isabelle Laudenbach i Cristina López. Laboratoria està concebut com un projecte multidisciplinar on, partint des del flamenc comú a totes quatre, exploren altres àmbits, com el de la feminitat o els propis límits del flamenc com a disciplina.
Ana ha participat en festivals com Arte y flamenco de Cataluña (2015), Jardins de Pedralbes (2018), Festival Flamenco Nou Barris (2018), Primavera Sound (2018). Des del 2016 viatja regularment al Regne Unit per fer concerts i masterclass. El 2017 posà veu a Contemplación, una performance flamenca basada en textos de Franz Kafka.

## Mitjans de comunicació
Ana Brenes ha estat entrevistada per betevé,El Periódicoo Ràdio Mollet, entre d'altres.